# Айсбайн

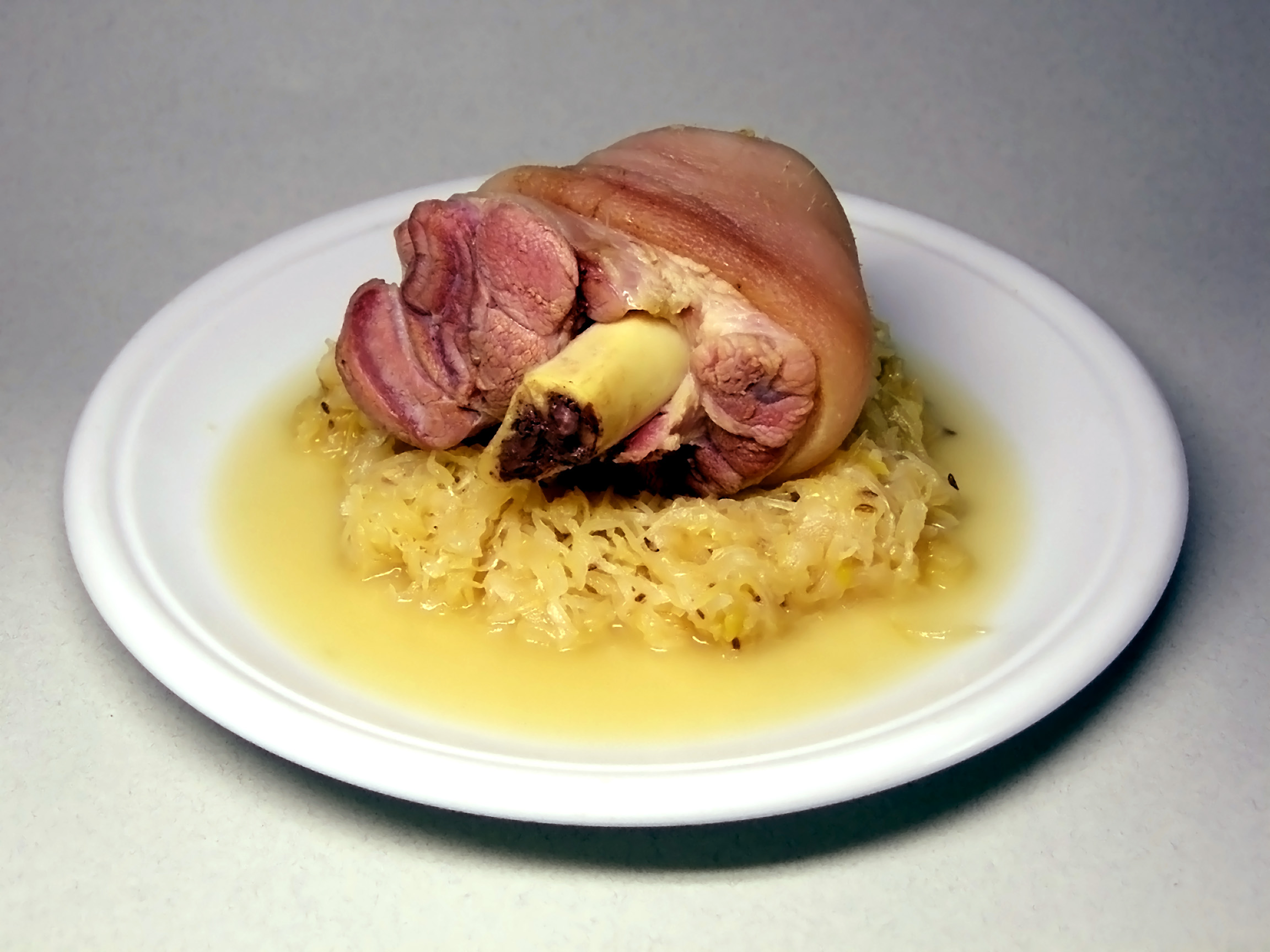
Айсбайн с квашеной капустой

В хитпараде исконно немецких классических блюд отварная или жареная рулька находится на высоте «большой девятки»: мясные рулетики, пихельштайнер, лейпцигская всячина, голубцы, рубленый фальшивый заяц, касселер, охотничий шницель, карривурст и фрикадельки.
Штирлиц решил для себя, что сегодня он освободится пораньше и уедет с Принцальбрехтштрассе в Науэн: там, в лесу, на развилке дорог стоял маленький ресторанчик Пауля, и [...] сын Пауля, безногий Курт, каким-то чудом доставал свинину и угощал своих постоянных клиентов настоящим айсбайном с капустой.
А́йсбайн (нем. Eisbein — букв. «ледяная нога»), ха́ксе (нем. Haxe — «рулька») — сытное мясное блюдо немецкой кухни из свиной ножки — рульки. Считается исконно берлинским блюдом и классикой хаусманскоста. Существует две версии происхождения слова «айсбайн» в немецком языке: от слова isben, которое трактуется как скандинавская «рулька» или древневерхненемецкая «тазовая кость», заимствованная из латыни ischia, или же от берцовой кости животного, из которой делали коньки для катания на льду.
Мясо на рульке имеет обильные жировые прослойки и покрыто толстым слоем жира, оно очень нежное и ароматное, но требует длительной термической обработки. У готовой рульки мясо легко отделяется от кости. Имеется несколько региональных рецептов приготовления рульки, которые сводятся к двум основным: в Северной Германии и Польше рульку предварительно обрабатывают нитритной солью и затем отваривают. Это блюдо называется «айсбайн». В Южной Германии, Чехии и Австрии рульку запекают в духовом шкафу или на гриле без предварительной обработки до полного размягчения шкурки, и там блюдо называется «хаксе». Берлинский розовый айсбайн сочный на вкус, зажаристый хаксе источает великолепный аромат.
В Берлине айсбайн подают с гороховой кашей, во Франконии блюдо называется «капуста и косточка» и сервируется с квашеной капустой и картофельным пюре. Аналогичное австрийское блюдо называется «штельце», при этом рульку часто перед запеканием отваривают в чесночно-тминном бульоне. Штельце подают с горчицей, хреном и маринованными в уксусе овощами.